# 3438 Інаррадас
3438 Інаррадас (3438 Inarradas) — астероїд головного поясу, відкритий 21 вересня 1974 року.
Тіссеранів параметр щодо Юпітера — 3,154.